# I paladini della Santa Provvidenza
I paladini della Santa Provvidenza è un film cortometraggio del 1997 con la regia di Gianluca Sodaro e con protagonisti Gigio Alberti e Paolo Rossi.

## Trama
In uno squallido deposito di uno sfasciacarrozze, un uomo sta per essere ucciso da un gruppo mafioso capeggiato dal Padrino. All'uomo disperato non resta che pregare i suoi angeli, che possono cambiare il suo destino. Così accade: i due angeli del pronto intervento ricevono l'appello dell'uomo e si dirigono verso il luogo dell'esecuzione per salvarlo.

## Riconoscimenti
- 1998 - Avanca Film Festival
- 1998 - Metz European Meeting of Short Film